# Palmar de Candelaria
Palmar de Candelaria es un centro poblado de aproximadamente 2000 habitantes situado en el actual municipio de Luruaco, Atlántico, Colombia, del que la mayoría de sus habitantes no se consideran parte por cuestiones culturales.

## Historia
Esta población tiene una existencia de más de II siglos. La población inicial fue indígena descendientes de los indígenas Mokaná de la cual se encuentran algunas evidencias arqueológicas (vasijas de hierro, osamentas, entre otras). En la actualidad se desconoce la causa de la desaparición total de la población originaria del lugar pero se consideran que los aborígenes que habitaron en esa zona desaparecieron debido a la conquista perpetrada por los españoles que llegaron a la zona en cabeza de Pedro de Heredia, fundador de la ciudad de Cartagena de Indias.
En su pasado fue un distrito parroquial, contando con un alcalde común con la población Bolivarense de Santa Catalina. Tomó parte en la elaboración de la Constitución de Sabanilla, en la cual intervinieron también los municipios de Santo Tomás, Sabanalarga, entre otros.